# Alexandre Mouraviov
Le comte Alexandre Nikolaïevitch Mouraviov (Александр Николаевич Муравьёв), né le 10 octobre 1792 à Moscou et mort le 18 décembre 1863 à Moscou, est un aristocrate russe, général et homme politique. Il a été proche dans sa jeunesse du mouvement des décembristes.

## Biographie

### Formation
Alexandre Mouraviov naît dans une famille de la haute aristocratie militaire. Son père, le major-général Nikolaï Mouraviov (1768-1840) est l'époux d'Alexandra Mikhaïlovna Mordvinova (1770-1809). Il a pour frères le général Nikolaï Mouraviov (1793-1866), le général Mikhaïl Mouraviov et le comte Andreï Mouraviov, haut-fonctionnaire du Saint-Synode et écrivain en matière religieuse. Alexandre reçoit sa première éducation de précepteurs à domicile. Entre 1806 et 1810, il étudie à l'université de Moscou où il fréquente en particulier les leçons de physique et de mathématiques, de morale et de politique et de langues avec de futurs décembristes, comme Nikolaï Ivanovitch Tourgueniev, Ivan Yakouchkine, Piotr Tchaadaïev, Nikita Mouraviov, etc. Il est un des organisateurs de la Société des mathématiciens, fondée par son père.

### Carrière militaire
Il est admis au service militaire le 1er mars 1810 et devient le 14 septembre suivant, sous-lieutenant. À partir de l'automne 1810 et jusqu'en janvier 1811, il est employé par le bureau topographique dans le gouvernement de Volhynie et le gouvernement de Kiev. En mars 1812, il est placé dans la suite du quartier-maître général de la 1re armée impériale russe de l'ouest et, en juin de la même année, il rejoint le Ve corps d'armée.
Il prend part à la guerre de 1812 contre les armées napoléoniennes et reçoit l'ordre de Sainte-Anne de IIIe classe pour sa conduite à la bataille de Borodino. Il combat aussi à Taroutino, Maloïaroslavets et Krasnoï. Il reçoit une épée d'or de la bravoure, après la prise de Viazma. Puis il combat aux batailles de Bautzen, Culm, Leipzig et Fère-Champenoise. Il est promu lieutenant en mars 1813 et capitaine d'état-major en novembre suivant. En 1814, il est transféré à la garde impériale et le 7 mars 1819 obtient le grade de colonel. Il commande le 1er corps de cavalerie de réserve entre 1817 et 1818 à Moscou. Pour un dysfonctionnement de ses sous-officiers lors du défilé du 6 janvier 1818, il est arrêté sur ordre d'Alexandre Ier. En signe de protestation, il démissionne et le 7 octobre 1818, il est renvoyé.

### Participation à des sociétés secrètes et exil doré en Sibérie
Le comte Mouraviov entre à la fin de 1810 à la loge maçonnique Élisabeth à la vertu et en 1814 d'une loge française. En 1816, il est membre de la loge des Trois vertus et de juin 1817 à août, il est maître de la loge locale. Pendant cette même période il est aussi un des principaux organisateurs et chef de l'Union du Salut et d'autres organisations secrètes proches des décembristes qu'il anime de manière clandestine. Il est arrêté le 8 janvier 1826 alors qu'il se trouve dans le domaine de sa femme, près du village de Botovo, dans l'ouïezd de Volokolamsk. Le 13 janvier il est envoyé à Saint-Pétersbourg et transféré le lendemain à la Forteresse Pierre-et-Paul.
Reconnu coupable de conspiration et de sédition, il est condamné le 10 juillet 1826 à l'exil en Sibérie. Il part en direction de Iakoutsk le 28 juillet et sa femme décide de le suivre en exil, même s'il leur est interdit de voyager ensemble. Arrivé à Irkoutsk le 28 août, la nouvelle lui parvient de la pétition lancée par sa belle-mère, la princesse Chakhovskoï, qui parvient à changer son lieu d'exil à Verkhneoudinsk qu'il atteint le 24 janvier 1827. Il obtient la permission de se mettre au service de l'administration civile locale, accordée le 30 novembre.
Malgré sa position d'exilé politique et son rôle dans l'organisation des décembristes, l'empereur se montre particulièrement clément envers lui; à tel point qu'il consent à ce que le comte devienne chef de l'administration civile et policière d'Irkoutsk en janvier 1828, nomination effective le 23 avril suivant. Le 11 juillet 1831, il est nommé président du gouvernement provincial d'Irkoutsk avec le rang de conseiller d'État. Le 25 juin 1832, il est nommé au même poste à Tobolsk qu'il rejoint le 28 octobre obtenant en outre le poste de gouverneur civil de Tobolsk. Cependant à cause d'une série de conflits entre lui et le gouverneur général de Sibérie occidentale, I.A. Veliaminov, qui ne pouvait accepter ce condamné pour sédition, le comte est transféré en janvier 1834 à Viatka; mais finalement retourne à la fin de l'année à Tobolsk où il recouvre sa charge.

### Gouverneur et haut-fonctionnaire hors de Sibérie
Le 25 mai 1835, le comte est nommé président de la chambre pénale de Tauride; il quitte donc la Sibérie pour prendre son poste dans le gouvernement de Tauride et devient gouverneur local, mais il est confronté encore à l'opposition du gouverneur général de Tauride, le comte Vorontsov. Le comte Mouraviov est nommé gouverneur civil d'Arkhanguelsk. Des troubles paysans éclatent de la volost d'Ijma et il est donc licencié de son poste de gouverneur, le 7 juin 1839. Le 15 avril 1843, il prend du service au ministère de l'intérieur et le 16 février 1846 il est nommé membre du conseil du ministre de l'intérieur et se déplace dans diverses provinces. Le 18 septembre 1848, il atteint le rang de conseiller d'État effectif.

### Retour à l'armée
La cause de son exil étant désormais archivée, il obtient en mai 1851 le droit de reprendre du service dans l'armée impériale russe avec le grade de colonel d'état-major à sa demande personnelle. En juillet 1854, il est envoyé en Pologne. Le 27 mars 1855, il devient major-général et prend part à la guerre de Crimée. Il obtient son congé le 28 juillet 1855 pour soigner une cataracte.

### Dernières années

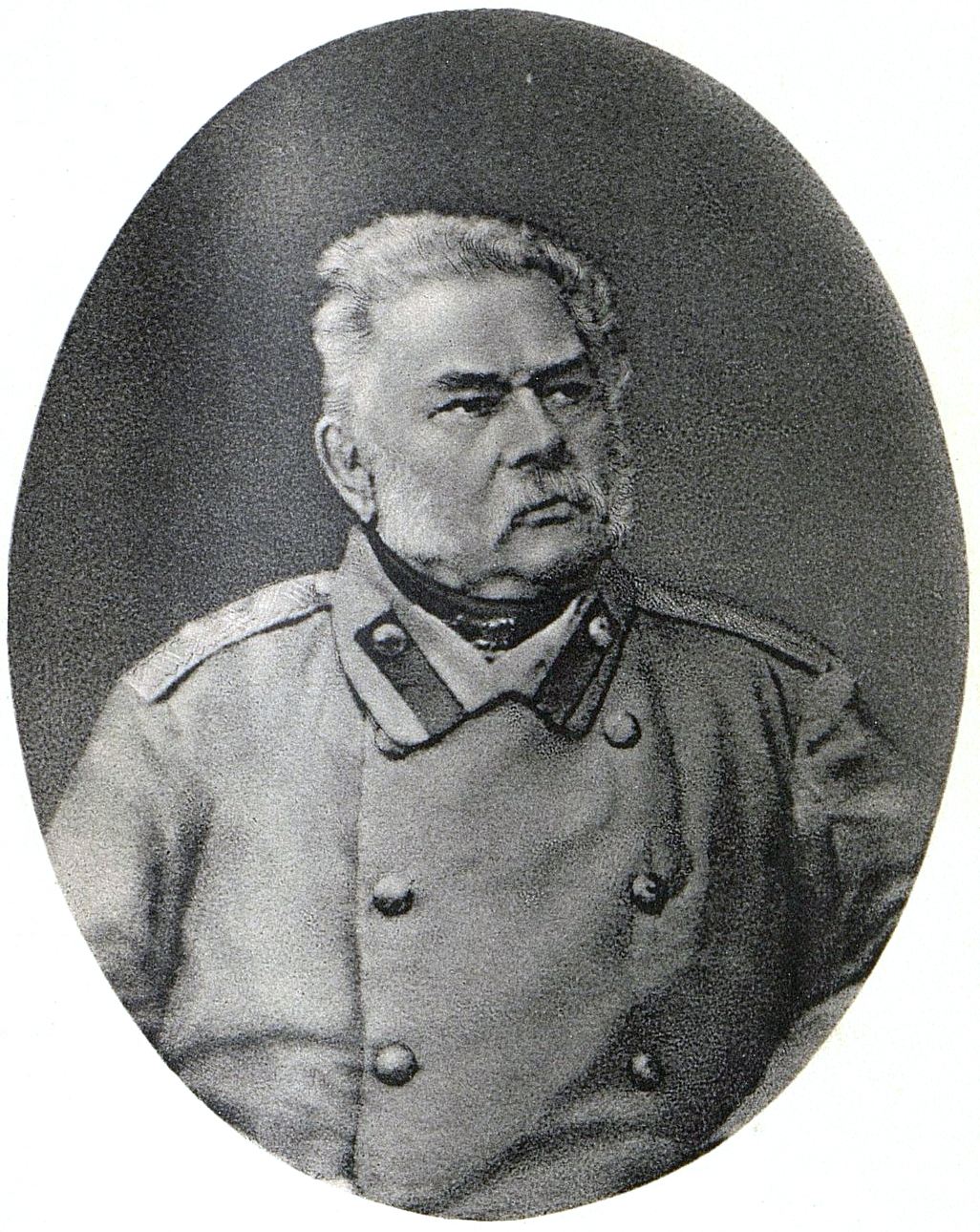
Le comte Mouraviov à la fin de sa vie.

Le général-comte Mouraviov est nommé le 10 septembre 1856 gouverneur militaire de Nijni Novgorod. Il reçoit Alexandre Dumas dans son palais du Gouverneur en 1858 lorsque l'écrivain français fait étape au cours de son voyage en Russie. Le général Mouraviov se distingue pour sa défense des serfs de la glèbe, motif pour lequel il expulse pour faire un exemple le propriétaire terrien Cheremetiev pour comportement cruel envers ses paysans. Pour ses mérites, il obtient la permission de prendre part aux préparatifs pour la réforme paysanne organisée par le gouvernement et le 23 avril il est nommé lieutenant-général. Cependant à cause de son conflit avec le puissant comte Cheremetiev, il est destitué de sa charge de gouverneur militaire le 16 septembre 1861 et il est nommé sénateur et retourne à Moscou.
Il meurt à Moscou, le 18 décembre 1863, et est inhumé au cimetière de Novodievitchi. Sa sépulture, fortement détériorée depuis les années 1920, a été restaurée en 1979.

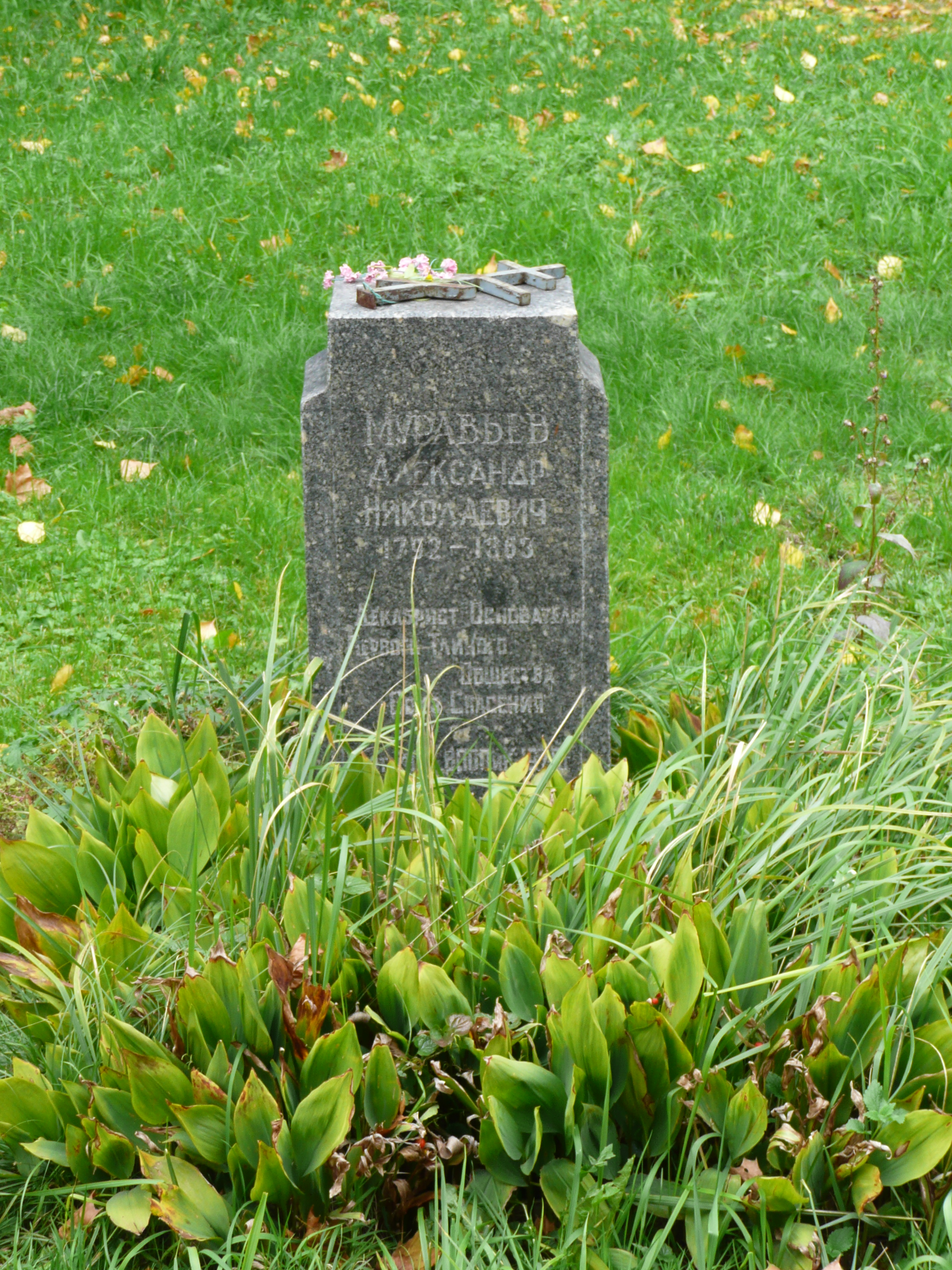
Tombe du général-comte Mouraviov.

## Mariage et descendance

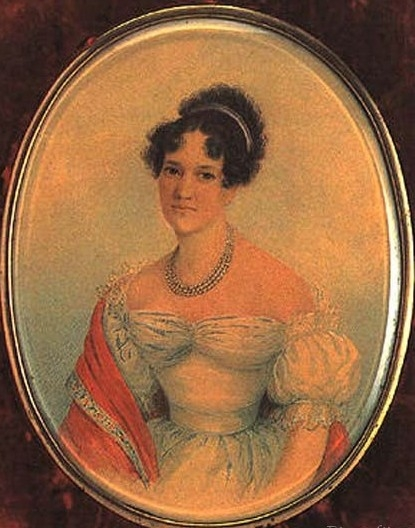
La comtesse Prascovie Mikhaïlovna.

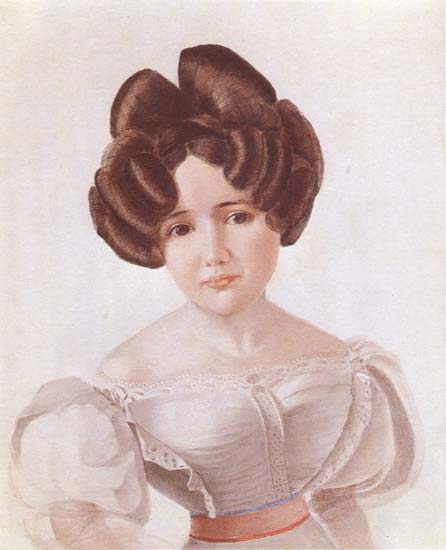
La comtesse Marthe Mikhaïlovna.

Il épouse le 29 septembre 1818 la princesse Prascovie Mikhaïlovna Chakhovskaïa (1788-1835) dont il a sept enfants :
- Mikhaïl (15 juin 1819 - février 1822)
- Alexandra (1820 - 17 mars 1820)
- Nikolaï (9 février 1821 - 21 février 1821)
- Sofia (31 janvier 1822 - 1er septembre 1851), morte de tuberculose au village d'Ostachevo, près de Moscou.
- Elizaveta (1823 - 1824)
- Praskovia (22 novembre 1827 - 1832)
- Ivan (19 août 1830 - 18 décembre 1864), cornette du régiment de la cavalerie de la garde, lieutenant en 1851; en 1857 aide-de-camp du gouverneur général de la Sibérie orientale, Nikolaï Mouraviov-Amourski, et major en 1858.

Veuf, il se remarie en 1841 avec la princesse Marthe Mikhaïlovna Chakhovskaïa (20 décembre 1799 - 1885), sœur de sa première épouse, dont il n'a pas d'enfants.

## Distinctions

### Distinctions russes
- Chevalier de Ire classe de l'ordre de Sainte-Anne avec couronne et épée
- Chevalier de IVe classe de l'ordre de Saint-Vladimir avec ruban
- Épée d'or de la bravoure

### Distinctions étrangères
- Chevalier de l'ordre Pour le Mérite (royaume de Prusse)
- Croix de Culm (royaume de Prusse)
- Chevalier de l'ordre impérial de Léopold (empire d'Autriche)
- Chevalier de l'ordre militaire de Maximilien-Joseph (royaume de Bavière)